# Potamogeton × miguelensis
Potamogeton x miguelensis é uma espécie de planta com flor pertencente à família Potamogetonaceae. 
A autoridade científica da espécie é Dandy, tendo sido publicada em Boletim da Sociedade Broteriana II, 44: 5. 1970.

## Portugal
Trata-se de uma espécie presente no território português, nomeadamente no Arquipélago dos Açores.
Em termos de naturalidade é possivelmente endémica na região atrás indicada.

## Protecção
Não se encontra protegida por legislação portuguesa ou da Comunidade Europeia.